# Лу Хенри Хувер
Лу Хенри Хувер (енгл. Lou Henry Hoover; Вотерлу, 29. март 1874 — Њујорк, 7. јануар 1944) је била жена председника Сједињених Држава Херберта Хубера и прва дама Сједињених Америчких Држава у периоду од 4. марта 1929. до 4. марта 1933. године. Лу је често путовала и постала лингвистичар, причала течно кинески језик и била једина прва дама Сједињених Америчких Држава која је икада причала неким азијски језиком и једина прва дама које је гостовала на свим државним радио емисијама.

## Младост и образовање
Лу је рођена у Вотерлуу у Ајови, отац јој је био Чарлс Делано Хенри, по занимању банкар, а мајка Флоренс Вид.. Одрасла је у Витиру и Монтереју, градовима у Калифорнији. У раним тинејџерским годинама, често је са оцем камповала, што јој је представљало хоби. Научила је да јаше, бавила се ловом, а развила је ентузијазам за камење, минерале и рударство.
Студирање је започела у школи у Лос Анђелесу, данас познатој као Универзитет Калифорнија. Касније је пребачена на Државни универзитет Сан Хозе, где је и дипломирала 1898. године дипломирала као једина геолог жена школе до тада на Универзитету Станфорд, где је и упознала свог будућег мужа Херберта Хувера.

## Брак и путовања
Када је Херберт Хувер дипломирао на Универзитету Станфорд у јуну 1895. године, Лу и он одлучили су да одложе планове венчања, да би она наставила школовање, а он започео своју инжењерску каријеру у Аустралији. Лу је дипломирала 1898. године на Универзитету Станфорд, а они су се венчали 10. фебруара 1899. године, када су обоје имали 24. године, у дому родитеља од Лу у Монтереју, Калифорнија. Иако је била припадница Епископалне цркве, Лу Хувер је изразила жељу да постане Квекер. Међутим венчања Квекера нису била вршена у Монтереју, па су венчани од стране католичког свештеника у Катедрали Чарлса Боромеа у Монтереју.
Дан након њиховог венчања, Хуверови су кренули на путовање бродом од Сан Франциска у Шангај, где су провели четири дана у једном шангајском хотелу. Младенци су се убрзо настанили у свој први дом, велику кућу у Тјенцину. Посао Херберта Хувера захтевао је путовања у удаљеним и опасним подручјима, на која је увек ишао заједно са својом женом.р. Лу Хувер је била присутна са супругом током боксерског устанка у Кини.
Лу Хувер је течно научила да прича кинески језик. У Белој кући, повремено, Хуверови су разговарали на кинеском језику. До данас је она једина прва дама Сједињених Америчких Држава која је икада причала неким азијским језиком.
Лу Хувер је добро познавала и латински језик. Сарађивала је са својим супругом на превођењу енциклопедије рударства и металургије, чији превод су објавили 1912. године.
Током Првог светског рата, помогла је њеном мужу да пружи помоћ за белгијске избјеглице, за шта је 1919. године награђена од стране Алберта I од Белгије

## Прва дама Сједињених Држава
Лу Хувер је била прва дама Сједињених Америчких Држава у периоду од од 4. марта 1929. до 4. марта 1933.

### Радио емитовања
Лу Хувер је била једина Прва дама која је гостовала на свим радијским емисијама у то време. Иако није имала сопствени радио програм, у периоду од 1929. до 1933. године учествовала је као гостујући предавач, често је волонтирала и дискутовала о раду извиђача. Радио критичари су је често хвалили због лепог гласа и самопоуздања које је показивала гостујући у емисијама

## Породица
Хуверови су имали два сина :
- Херберт Чарл Хувер(1903–1969) - инжењер и дипломата, рођен у Лондону
- Алан Хенри Хувер (1907–1993) - рударски инжењер и финансијер, такође рођен у Лондону

## Активизам
Лу Хувер је била национална председница Женских извиђача Сједињених Држава од 1922 до 1925. годиен, у време када је њен муж радио у кабинету Ворена Хардинга. Када је напустила Белу кућу, још једном је била председница Женских извиђача Сједињених Држава од 1935. до 1937. године.
У млађим данима, током своје завршне године на Универзитету Станфорд, Лу је била је члан Одбора за одбојку и кошарку, потпредседница Женске атлетске асоцијације и активни члан стреличарског клуба.
Основна школа Лу Хенри Хувер у Витиру у Калифорнији, саграђена је 1938. године у њену част. У склопу колеџа у Витиру, 1948. године направљена је и меморијална дворана, која је такође названа по њој. Године 2005. отворена је основна школа у њену част, такође названа по њеном имену, у Вотерлу у Ајови.

## Смрт
Лу Хенри Хувер преминула је од срчаног удара 7. јануара 1944. године у Њујорку. Сахрањена је у на гробљу у Пало Алту у Калифорнији.